# 西予市立宇和中学校
西予市立宇和中学校（せいよしりつうわちゅうがっこう）は、愛媛県西予市にある公立中学校。

## 概要
本校は松山市の西南約70km、東宇和郡と三瓶町が合併して誕生した西予市の中心である宇和町にある。町内には、かつて6つの中学校があったが、本校1校に統合された。校門の前には国道56号線、JR予讃線が南北に走っている。また平成16年4月には高速道路も開通し、県都までの交通の便もよくなった。
校区内には7つの小学校と1つの県立高等学校、それに県立宇和特別支援学校がある。7つの小学校を卒業した児童はほぼ全員本校に入学するが、近年は県立中等学校や他の私立中学校を希望する者も少しずつ増えてきた。また、本校卒業生のうち約六割の者が地元の高校に入学する。

## 部活動

### 運動部
- サッカー部
- 野球部
- ソフトボール部
- 水泳部
- 陸上部
- バレーボール部　（男・女）
- ソフトテニス部　（男・女）
- バスケットボール部　（男・女）
- 卓球部　（男・女）
- 剣道部
- 柔道部

### 文化部
- 吹奏楽部
- 美術部
- 茶道部
- 華道部

## 出身著名人
- 樫本学ヴ（漫画家）
- 空谷泰 （プロ野球選手)
- 堀江瞬